# Смилови Хори
Смилови Хори (чеш. Smilovy Hory) је насељено мјесто са административним статусом сеоске општине (чеш. obec) у округу Табор, у Јужночешком крају, Чешка Република.

## Становништво
Према подацима о броју становника из 2014. године насеље је имало 373 становника.